# Zinswiller
Zinswiller est une commune française située dans la circonscription administrative du Bas-Rhin et, depuis le 1er janvier 2021, dans le territoire de la Collectivité européenne d'Alsace, en région Grand Est.
Cette commune se trouve dans la région historique et culturelle d'Alsace.
La commune est située dans le canton de Reichshoffen, qui fait lui-même partie de l'arrondissement de Haguenau-Wissembourg. Elle fait également partie de l'intercommunalité communauté de communes du Pays de Niederbronn-les-Bains.
Du 1er février 1974 au 31 décembre 1992, la commune est rattachée à Oberbronn sous forme de fusion-association.

## Géographie

### Localisation
La commune est à 2,9 km de Oberbronn, 3,6 km de Offwiller, 3,7 km de Gumbrechtshoffen et 6,6 km de Niederbronn-les-Bains.

### Géologie et relief
La commune se compose de 45,51 hectares de territoires artificialisés (6,33 %), 294,30 hectares de territoires agricoles (40,93 %) et 378,74 hectares de forêts et milieux semi-naturels (52,68 %).
Espaces naturels :
- Quatre espaces protégés hors Natura 2000 : Vosges Du Nord :

Réserve de Biosphère, zone centrale,
Réserve de Biosphère, zone tampon,
Réserve de Biosphère, zone de transition,
Parc naturel régional des Vosges du Nord.
- Un espace protégé Natura 2000 :

La Lauter.
- Quatre zones naturelles d'intérêt écologique, faunistique et floristique (Znieff) :

Paysage de collines avec vergers du Pays de Hanau,
Cours amont de la Moder et de ses affluents,
Prairies, vergers et vallons humides du piémont vosgien à Rothbach, Offwiller et Zinswiller,
Bois d'Uhrwiller et lisières.
Zinswiller fait partie du parc naturel régional des Vosges du Nord.
Carte géologique, Système d’information pour la gestion de l’Aquifère rhénan.
Reliefs : 
- montagne de l'Immenkopf[14] ;
- montagne du Grand Wintersberg.

### Sismicité
Commune située dans une zone de sismicité modérée.

### Hydrographie et les eaux souterraines
Hydrogéologie et climatologie : Système d’information pour la gestion des eaux souterraines du bassin Rhin-Meuse :
Territoire communal : Occupation du sol (Corinne Land Cover); Cours d'eau (BD Carthage),
Géologie : Carte géologique; Coupes géologiques et techniques,
 Hydrogéologie : Masses d'eau souterraine; BD Lisa; Cartes piézométriques.

#### Réseau hydrographique
La commune est dans le bassin versant du Rhin au sein du bassin Rhin-Meuse. Elle est drainée par la Zinsel du Nord et le ruisseau de Wissbach,.
La Zinsel du Nord, d'une longueur totale de 43,2 km, prend sa source dans la commune de Mouterhouse et se jette  dans la Moder à Schweighouse-sur-Moder, après avoir traversé douze communes.

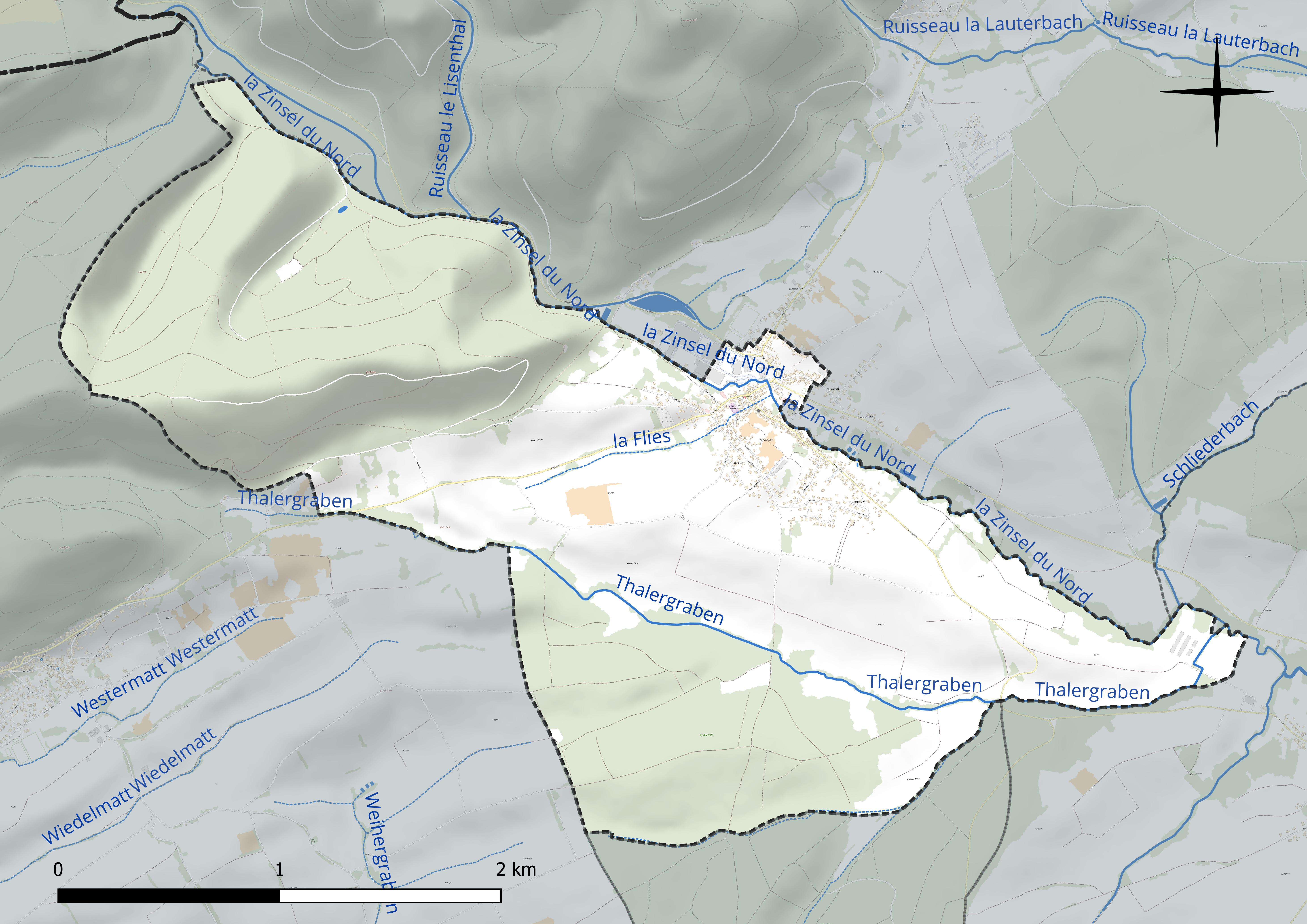
Réseau hydrographique de Zinswiller.

#### Gestion et qualité des eaux
Le territoire communal est couvert par le schéma d'aménagement et de gestion des eaux (SAGE) « Moder ». Ce document de planification concerne le bassin versant de la Moder dont le territoire s'étend sur 1 720 km2. Le périmètre a été arrêté le 25 janvier 2006. La commission locale de l'eau a été créée le 12 juillet 2007, puis modifiée le 14 décembre 2021. La structure porteuse de l'élaboration et de la mise en œuvre est le Syndicat des eaux et de l’assainissement Alsace-Moselle (SDEA).
La qualité des cours d’eau peut être consultée sur un site dédié géré par les agences de l’eau et l’Agence française pour la biodiversité.

### Climat
Pour des articles plus généraux, voir Climat du Grand Est et Climat du Bas-Rhin.
En 2010, le climat de la commune est de type climat des marges montargnardes, selon une étude du Centre national de la recherche scientifique s'appuyant sur une série de données couvrant la période 1971-2000. En 2020, Météo-France publie une typologie des climats de la France métropolitaine dans laquelle la commune est exposée à un climat semi-continental et est dans la région climatique  Vosges, caractérisée par une pluviométrie très élevée (1 500 à 2 000 mm/an) en toutes saisons et un hiver rude (moins de 1 °C).
Pour la période 1971-2000, la température annuelle moyenne est de 10,3 °C, avec une amplitude thermique annuelle de 17,7 °C. Le cumul annuel moyen de précipitations est de 812 mm, avec 10,3 jours de précipitations en janvier et 10,4 jours en juillet. Pour la période 1991-2020, la température moyenne annuelle observée sur la station météorologique de Météo-France la plus proche, « Uhrwiller_sapc », sur la commune de Uhrwiller à 5 km à vol d'oiseau, est de 10,9 °C et le cumul annuel moyen de précipitations est de 740,0 mm. 
La température maximale relevée sur cette station est de 38,7 °C, atteinte le 7 août 2015 ; la température minimale est de −18 °C, atteinte le 20 décembre 2009,,.
Les paramètres climatiques de la commune ont été estimés pour le milieu du siècle (2041-2070) selon différents scénarios d'émission de gaz à effet de serre à partir des nouvelles projections climatiques de référence DRIAS-2020. Ils sont consultables sur un site dédié publié par Météo-France en novembre 2022.

### Voies de communications et transports

#### Voies routières
- D 242 vers Gumbrechtshoffen et Gundershoffen[26].
- D 28 (dir. nord-est) vers Oberbronn et Niederbronn-les-Bains.
- D 141 vers Baerenthal.
- D 28 (dir. ouest) vers Offwiller et Rothbach.

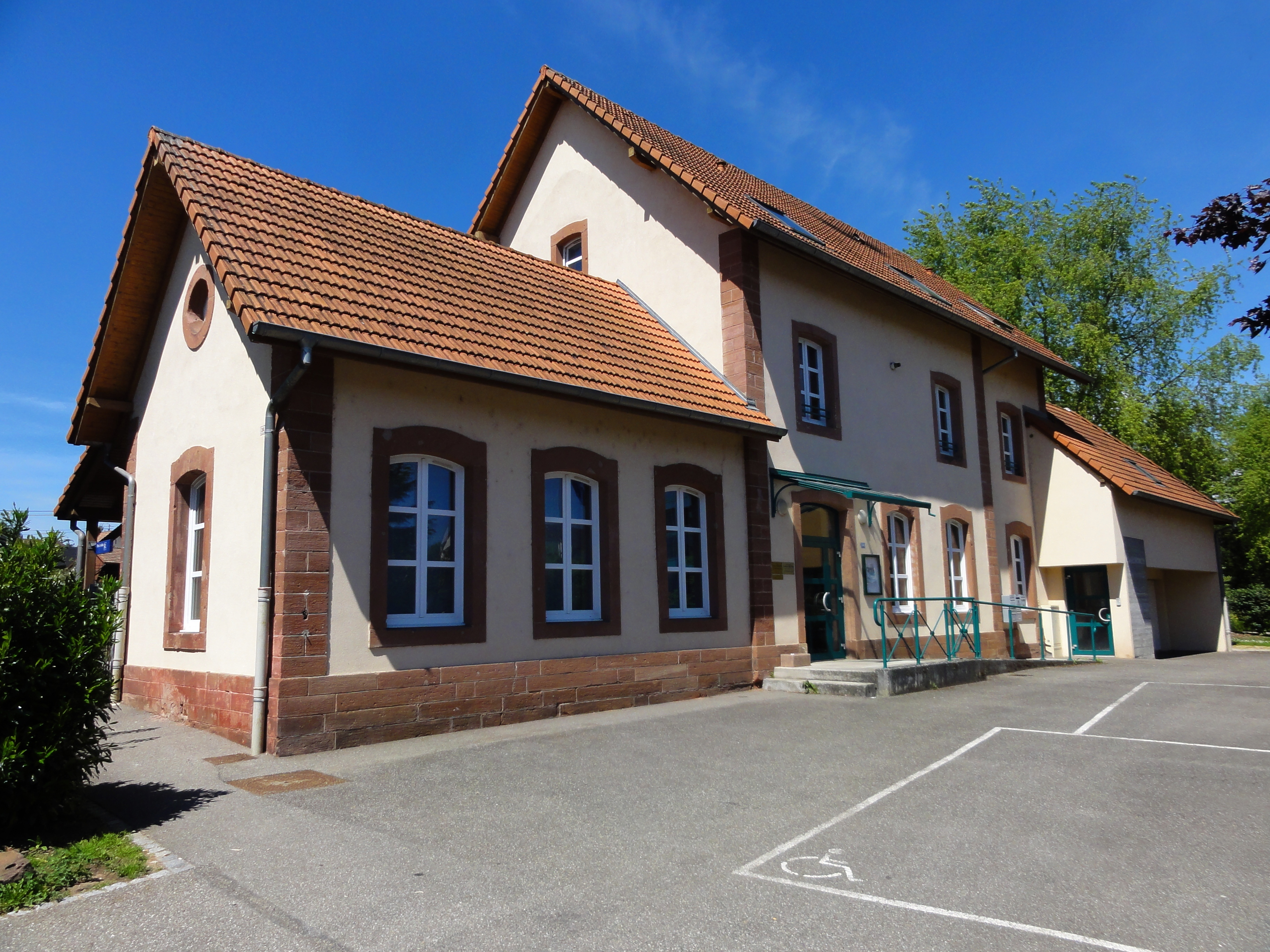
Gare de Gundershoffen.

- D 26 vers Uhrwiller.

#### Transports en commun
- Transports en Alsace.
- Fluo Grand Est.
- Gare de Gundershoffen
- Gare de Niederbronn-les-Bains

| Baerenthal Moselle | Oberbronn  |                  |
| Offwiller          | Zinswiller | Reichshoffen     |
|                    | Uhrwiller  | Gumbrechtshoffen |

### Intercommunalité
Commune membre de la communauté de communes du Pays de Niederbronn-les-Bains.

## Urbanisme

### Typologie
Au 1er janvier 2024, Zinswiller est catégorisée bourg rural, selon la nouvelle grille communale de densité à sept niveaux définie par l'Insee en 2022.
Elle est située hors unité urbaine et hors attraction des villes,.

### Occupation des sols
L'occupation des sols de la commune, telle qu'elle ressort de la base de données européenne d’occupation biophysique des sols Corine Land Cover (CLC), est marquée par l'importance des forêts et milieux semi-naturels (52,9 % en 2018), une proportion identique à celle de 1990 (52,9 %). La répartition détaillée en 2018 est la suivante : forêts (52,9 %), terres arables (22,3 %), prairies (12,1 %), zones urbanisées (6,3 %), cultures permanentes (4,1 %), zones agricoles hétérogènes (2,2 %). L'évolution de l’occupation des sols de la commune et de ses infrastructures peut être observée sur les différentes représentations cartographiques du territoire : la carte de Cassini (XVIIIe siècle), la carte d'état-major (1820-1866) et les cartes ou photos aériennes de l'IGN pour la période actuelle (1950 à aujourd'hui).

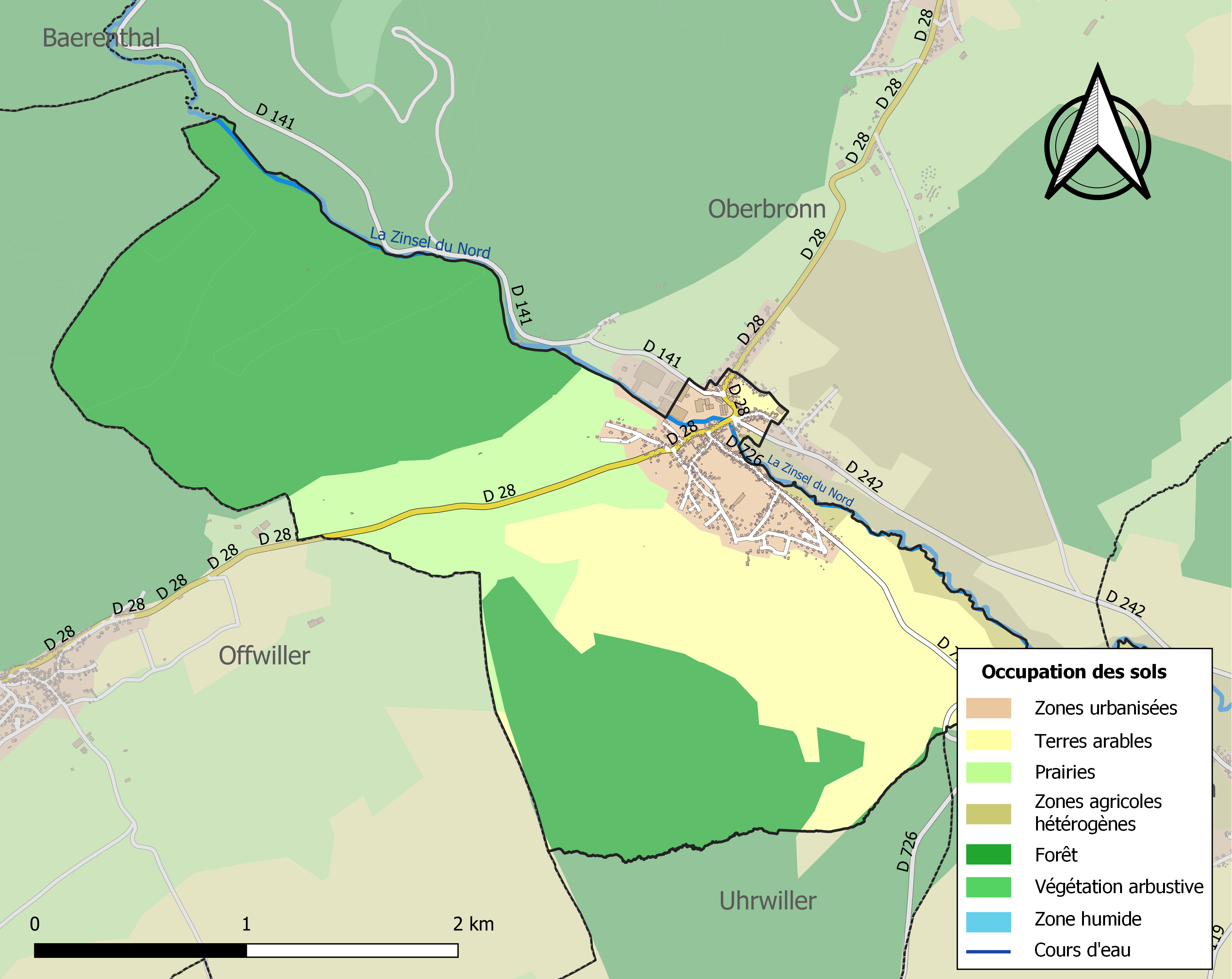
Carte des infrastructures et de l'occupation des sols de la commune en 2018 (CLC).

## Toponymie
Ciciones-wilare (742), Zinsweiller (1793), Zinswiller (1801).

## Histoire

### Origines de la commune

#### À partir d'un camp romain?
Le village est mentionné pour les premières fois en 742 et 746, sous le nom de Ciciones-wilare, lors d'un don de terres en faveur de l'abbaye de Wissembourg.
En 828, l'abbaye de Schwartzbach échange des propriétés avec le comte Erkinga. En 884, l'abbaye d'Andlau reçoit en don de l'empereur Charles le Gros, ses propriétés situées à Zinswiller.
Le village comptait 17 fermes en 850, alors qu'il n'en restait plus que 3 dans les années 1990, et aucune de nos jours.
En 1178, l'abbaye de Sturzelbronn y avait encore des propriétés.

#### Le couvent de Dahn
Le couvent de Dahn a été fondé en 1246 par les chevaliers de l'Ordre Teutonique, entre Zinswiller et Offwiller, sur le ban d'Offwiler. Leurs terres et l'étang étaient sur le ban de Zinswiller.
Le chemin des pèlerins de Saint-Jacques passe par le village, et donna son nom au saint patron de l'église catholique.
Le village appartenait en fief aux comtes de la Basse-Alsace. En 1332, il a été vendu aux sires de Lichtenberg. En 1456, les comtes d'Ochsenstein ont vendu leurs droits aux sires de Lichtenberg.
Incorporé au bailliage d'Oberbronn, le village de Zinswiller passe en 1480, au comté de Deux-Ponts-Bitche. À la suite du mariage avec Amélie de Deux-Ponts-Bitche en 1551, il passe au comte Philippe 1er de Linange-Westerbourg, qui y introduit la Réforme en 1568.

### L'ère industrielle

#### La fonderie

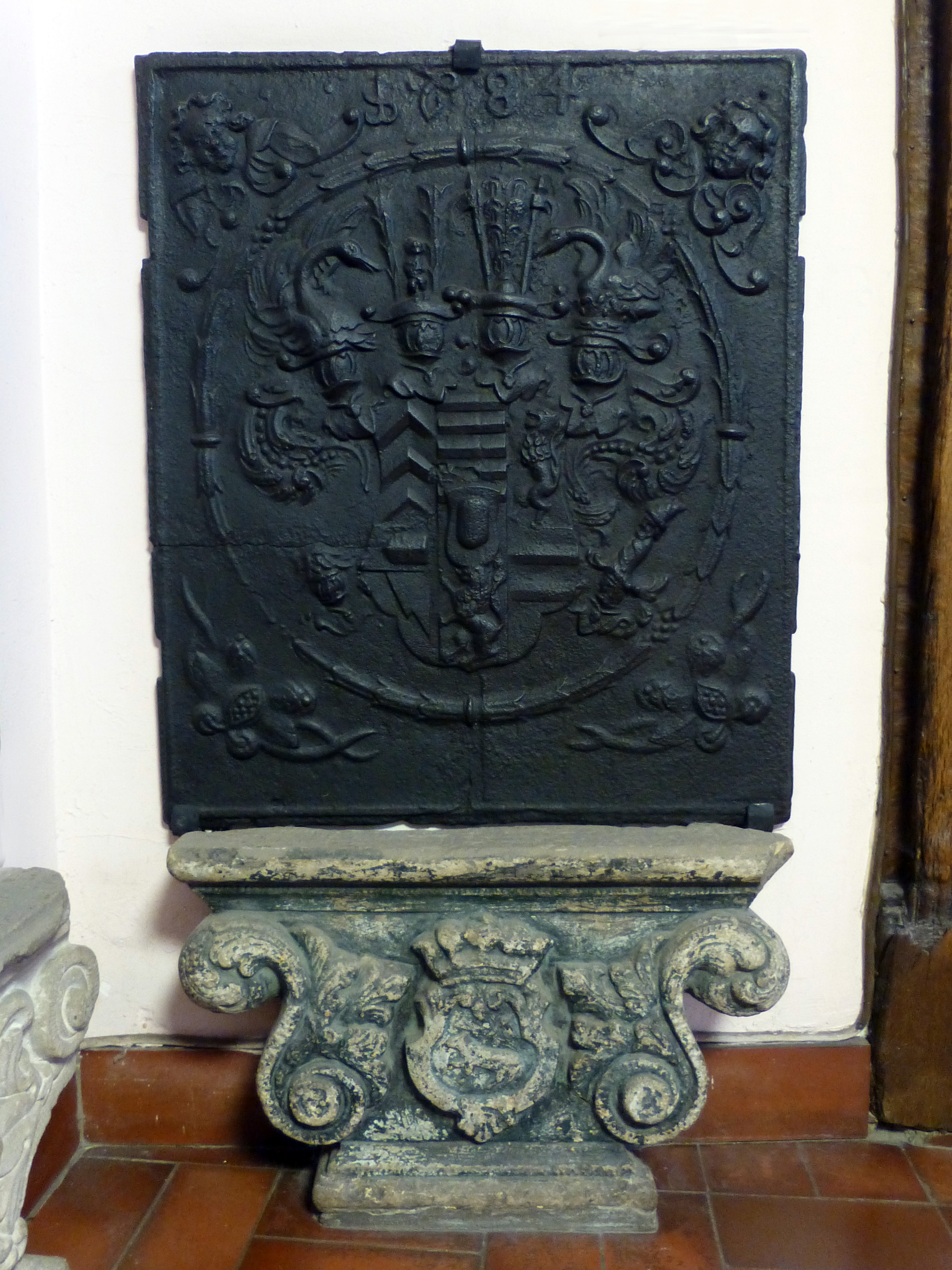
Plaque de fourneau aux armes des comtes de Hanau-Lichtenberg (fonderie de Zinswiller, 1684).

Ses origines .À la seconde moitié du XIe siècle, le comte Louis de Linange-Westerbourg à fait construire une fonderie, en raison d'un sol riche en minerai, des forêts avoisinantes et du cours d'eau Zinsel du Nord qui traverse le centre du village, du nord vers le sud. La fonderie est installée directement sur le cours d'eau qui servait à faire fonctionner les installations. Les premières années d'activité de la fonderie furent affectées par la guerre de Trente Ans qui a ruiné l'usine. Les ouvriers, tout comme les habitants de la commune, ont fui le village pour se réfugier dans les villes fortifiées. En 1635, le village était désert. Après les traités de Westphalie, l'usine doit être reconstruite. et ceci grâce à une arrivée importante jusqu'au XVIIIe siècle, de spécialistes du fer, originaires de Suisse, de la Forêt-Noire, de Bavière, du Tyrol, de Lorraine, de Belgique et du Luxembourg.
L'empire De Dietrich. En 1766-1767, l'usine fut rachetée par Jean III De Dietrich au comte de Loewenhaupt. Ainsi est né l'empire De Dietrich, qui a vu son essor industriel durant près de 250 ans sur le canton de Niederbronn-les-Bains. Avec ses usines de Zinswiller (cuves pour l'industrie chimique), Niederbronn-les-Bains (thermique chaudières/poêles), Reichshoffen (ferroviaire matériel roulant), et Mertzwiller (thermique électroménager), il était le plus grand employeur de ces communes. De Dietrich possédait de grands domaines de forêts, de chasse, et un centre de formation pour former en interne, ses futurs ouvriers, techniciens et employés, aux métiers de l'industrie. L'usine de Zinswiller trône au centre du village, et ses bâtiments industriels et un immeuble de bureaux (construit plus tard), s'étendent le long de la rivière La Zinsel, qui a divers bras qui passe à côté de l'usine.
L'époque actuelle Alstom
En 1995, De Dietrich cède à Alstom son pôle de construction de matériel ferroviaire.
Durant l'année 2020, Alstom planifie le rachat de Bombardier Transport, ce rachat permettant à Bombardier d'éponger une partie de ses dettes et Alstom de devenir un acteur de poids dans l'industrie ferroviaire.
Depuis le 29 janvier 2021, Bombardier Transport est racheté et intégré à Alstom. À terme Bombardier Transport sera complètement intégré à Alstom : les produits Bombardier Transport seront estampillés Alstom, le PDG d'Alstom expliquant qu'il n'est pas possible de « proposer deux trains lorsqu’il y a un appel d’offres ».

### Héraldique
| Blason de Zinswiller | Les armes de Zinswiller se blasonnent ainsi : « Coupé, au premier de gueules à enclume d'argent au deuxième d'azur au soleil d'or. ». |

## Politique et administration

### Liste des maires
| Période                                  | Période     | Identité           | Étiquette | Qualité                             |
| ---------------------------------------- | ----------- | ------------------ | --------- | ----------------------------------- |
| Les données manquantes sont à compléter. |             |                    |           |                                     |
| mars 1996                                | mars 2008   | Hubert Stoquert    |           |                                     |
| mars 2008                                | 24 mai 2020 | Alphonse Meyer     |           |                                     |
| 24 mai 2020                              | En cours    | Christophe Wernert |           | Ouvrier qualifié de type industriel |

### Tendances politiques et résultats
Le résultat de l'élection présidentielle de 2012 dans cette commune est le suivant :
| Candidat       | Candidat                    | Premier tour | Premier tour | Second tour | Second tour |
| Candidat       | Candidat                    | Voix         | %            | Voix        | %           |
| -------------- | --------------------------- | ------------ | ------------ | ----------- | ----------- |
|                | Eva Joly (EÉLV)             | 4            | 0,80         |             |             |
|                | Marine Le Pen (FN)          | 178          | 35,53        |             |             |
|                | Nicolas Sarkozy (UMP)       | 152          | 30,34        | 318         | 68,09       |
|                | Jean-Luc Mélenchon (FG)     | 40           | 7,98         |             |             |
|                | Philippe Poutou (NPA)       | 4            | 0,80         |             |             |
|                | Nathalie Arthaud (LO)       | 2            | 0,40         |             |             |
|                | Jacques Cheminade (SP)      | 4            | 0,80         |             |             |
|                | François Bayrou (MoDem)     | 46           | 9,18         |             |             |
|                | Nicolas Dupont-Aignan (DLR) | 8            | 1,60         |             |             |
|                | François Hollande (PS)      | 63           | 12,57        | 141         | 31,91       |
|                |                             |              |              |             |             |
| Inscrits       | Inscrits                    | 636          | 100,00       | 636         | 100,00      |
| Abstentions    | Abstentions                 | 130          | 20,44        | 130         | 20,44       |
| Votants        | Votants                     | 506          | 79,56        | 506         | 79,56       |
| Blancs et nuls | Blancs et nuls              | 5            | 0,99         | 39          | 7,71        |
| Exprimés       | Exprimés                    | 501          | 99,01        | 467         | 92,29       |

Le résultat de l'élection présidentielle de 2017 dans cette commune est le suivant :
| Candidat    | Candidat                    | Premier tour | Premier tour | Deuxième tour | Deuxième tour |  |
| Candidat    | Candidat                    | %            | Voix         | %             | Voix          |  |
| ----------- | --------------------------- | ------------ | ------------ | ------------- | ------------- |  |
|             | Nicolas Dupont-Aignan (DLF) | 8,30         | 40           |               |               |  |
|             | Marine Le Pen (FN)          | 44,81        | 216          | 63,92         | 271           |  |
|             | Emmanuel Macron (EM)        | 14,73        | 71           | 36,08         | 153           |  |
|             | Benoît Hamon (PS)           | 1,45         | 7            |               |               |  |
|             | Nathalie Arthaud (LO)       | 1,04         | 5            |               |               |  |
|             | Philippe Poutou (NPA)       | 2,07         | 10           |               |               |  |
|             | Jacques Cheminade (SP)      | 0,00         | 0            |               |               |  |
|             | Jean Lassalle (RES)         | 0,83         | 4            |               |               |  |
|             | Jean-Luc Mélenchon (LFI)    | 10,79        | 52           |               |               |  |
|             | François Asselineau (UPR)   | 0,62         | 3            |               |               |  |
|             | François Fillon (LR)        | 15,35        | 74           |               |               |  |
|             |                             |              |              |               |               |  |
| Inscrits    | Inscrits                    | 614          | 100,00       | 614           | 100,00        |  |
| Abstentions | Abstentions                 | 125          | 20,36        | 146           | 23,78         |  |
| Votants     | Votants                     | 489          | 79,64        | 468           | 76,22         |  |
| Blancs      | Blancs                      | 6            | 1,23         | 35            | 7,48          |  |
| Nuls        | Nuls                        | 1            | 0,20         | 9             | 1,92          |  |
| Exprimés    | Exprimés                    | 482          | 98,57        | 424           | 90,60         |  |

### Budget et fiscalité 2023
En 2023, le budget de la commune était constitué ainsi :
- total des produits de fonctionnement : 653 000 €, soit 870 € par habitant ;
- total des charges de fonctionnement : 562 000 €, soit 749 € par habitant ;
- total des ressources d'investissement : 24 000 €, soit 33 € par habitant ;
- total des emplois d'investissement : 135 000 €, soit 181 € par habitant ;
- endettement : 813 000 €, soit 1 084 € par habitant.

Avec les taux de fiscalité suivants :
- taxe d'habitation : 13,05 % ;
- taxe foncière sur les propriétés bâties : 28,55 % ;
- taxe foncière sur les propriétés non bâties : 92,06 % ;
- taxe additionnelle à la taxe foncière sur les propriétés non bâties : 0,00 % ;
- cotisation foncière des entreprises : 0,00 %.

Chiffres clés Revenus et pauvreté des ménages en 2021 : médiane en 2021 du revenu disponible, par unité de consommation : 24 190 €.

## Population et société

### Démographie

#### Évolution démographique
L'évolution du nombre d'habitants est connue à travers les recensements de la population effectués dans la commune depuis 1793. Pour les communes de moins de 10 000 habitants, une enquête de recensement portant sur toute la population est réalisée tous les cinq ans, les populations de référence des années intermédiaires étant quant à elles estimées par interpolation ou extrapolation. Pour la commune, le premier recensement exhaustif entrant dans le cadre du nouveau dispositif a été réalisé en 2005.

En 2022, la commune comptait 722 habitants, en évolution de −6,48 % par rapport à 2016 (Bas-Rhin : +3,17 %, France hors Mayotte : +2,11 %).
| 1793 | 1800 | 1806 | 1821 | 1831 | 1836 | 1841 | 1846 | 1851 |
| ---- | ---- | ---- | ---- | ---- | ---- | ---- | ---- | ---- |
| 609  | 507  | 767  | 878  | 966  | 918  | 886  | 935  | 992  |

| 1856 | 1861 | 1866 | 1871 | 1875 | 1880 | 1885 | 1890 | 1895  |
| ---- | ---- | ---- | ---- | ---- | ---- | ---- | ---- | ----- |
| 905  | 938  | 942  | 933  | 891  | 970  | 961  | 997  | 1 019 |

| 1900  | 1905  | 1910  | 1921 | 1926 | 1931 | 1936 | 1946 | 1954 |
| ----- | ----- | ----- | ---- | ---- | ---- | ---- | ---- | ---- |
| 1 034 | 1 045 | 1 050 | 940  | 920  | 871  | 866  | 715  | 755  |

| 1962 | 1968 | 1999 | 2005 | 2006 | 2010 | 2015 | 2020 | 2022 |
| ---- | ---- | ---- | ---- | ---- | ---- | ---- | ---- | ---- |
| 820  | 927  | 754  | 808  | 822  | 802  | 774  | 737  | 722  |

## Lieux et monuments

### Les édifices publics communaux

#### La mairie
La mairie de Zinswiller, située au croisement de la Grand'rue et de la rue d'Uhrwiller, fait face au centre du village. L'intérieur a été réaménagé et modernisé au début des années 2000, pour disposer de plus d'espace.

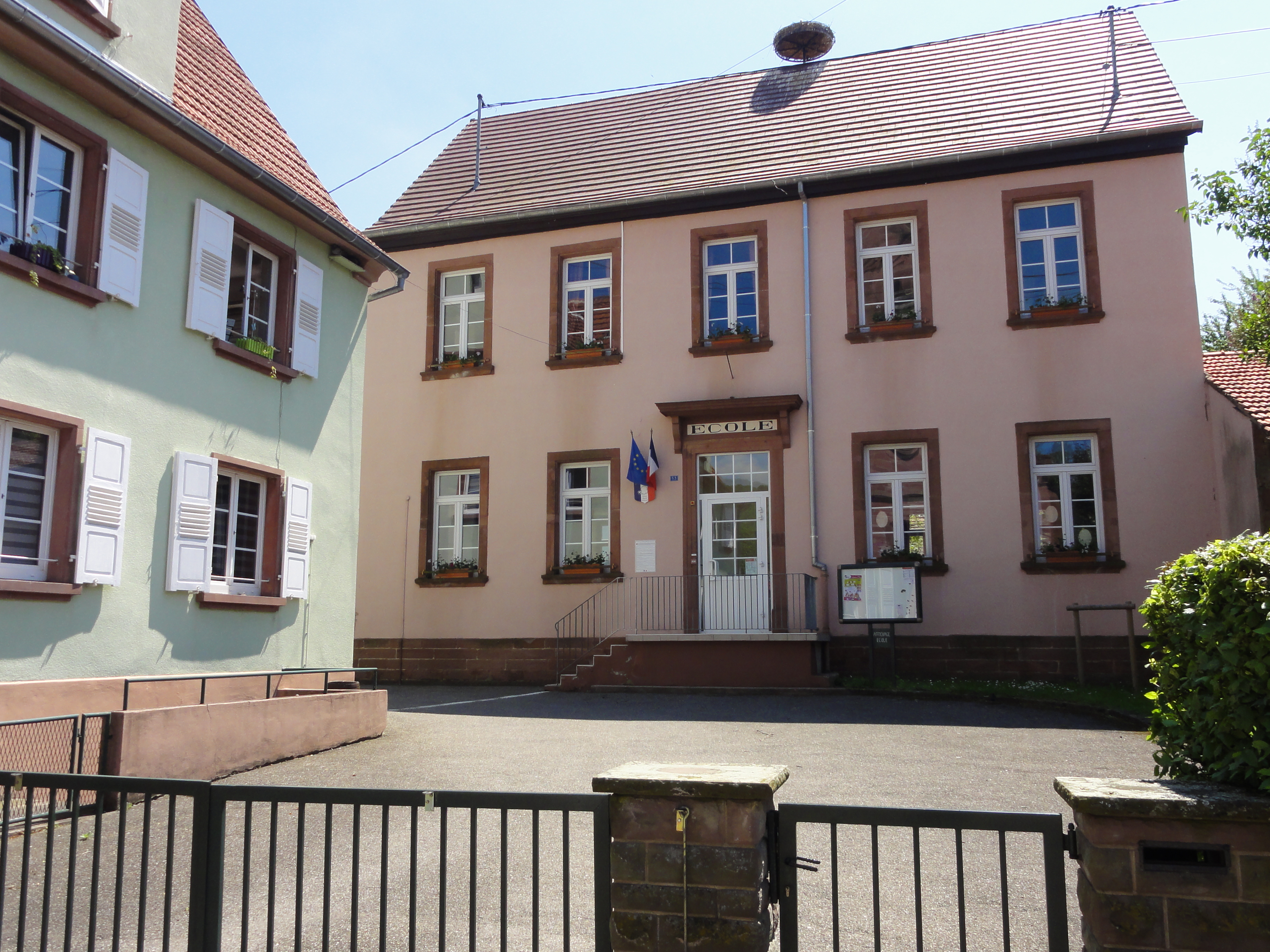
L'école élémentaire.

#### L'école élémentaire
L'école élémentaire communale comporte le bâtiment de l'école maternelle à l'arrière de la cour, et le bâtiment de l'école primaire à l'avant. Elle se situe en face de l'église catholique, sur la Grand'rue.

#### La salle des fêtes
La salle des fêtes de Zinswiller a été construite en 1995. Elle est louée aux particuliers, aux associations et autres entités morales. Elle est située sur le ban communal du village d'Oberbronn, car la limite du ban passe tout près de la salle, traverse le village en formant une excroissance. La salle était de style moderne, pour l'époque. Elle dispose des commodités d'une salle moderne, accès de plain-pied pour les PMR (précurseur et pas obligatoire à l'époque), d'une cuisine, d'un bar, de sanitaires, d'une scène multi-usages avec rideau et gril technique, d'une petite sonorisation, de larges baies vitrées, et de deux salles plus petites attenantes et ouvrables sur la grande salle, ainsi qu'un étage aménagé en salle de réunion/cours.
Du milieu des années 1980, jusqu'en 1995, le village ne disposait, comme local qui faisait office de salle des fêtes, de salle de réunion..., que d'un baraquement de type construction modulaire, en un seul volume intérieur, Trop petit, mal isolé, et sans aménagements, il ne répondait plus aux attentes. Avant son affectation du milieu des années 1980 en tant que "salle des fêtes", ce baraquement servait d'extension délocalisée de l'école élémentaire du centre du village (à l'époque où le nombre d'enfants scolarisés était très important), et était cloisonné en deux salles de classe : le CP et le CE1. Ce baraquement fut démonté en été 1996. Il a fait place au parking actuel d'une quarantaine de places environ, de la salle des fêtes.

### Les équipements publics, infrastructures et lieux publics aménagés
- Le stade de football :

Il est situé en bordure du village, route de Baerenthal.
- Le city-stade :

Il est situé près du stade de foot.
- Les courts de tennis :

Ils sont situés en bordure de la route de Gumbrechtshoffen.
- Les aires de jeux :

Une aire de jeux est située près du mémorial, à l'arrière du parking de la mairie.
- La salle de fitness.
- La bibliothèque municipale :

La bibliothèque municipale est installée dans le local de l'ancien restaurant dans l'immeuble au 42 Grand'rue, en face de la mairie.

### Les édifices cultuels ou lieux de culte

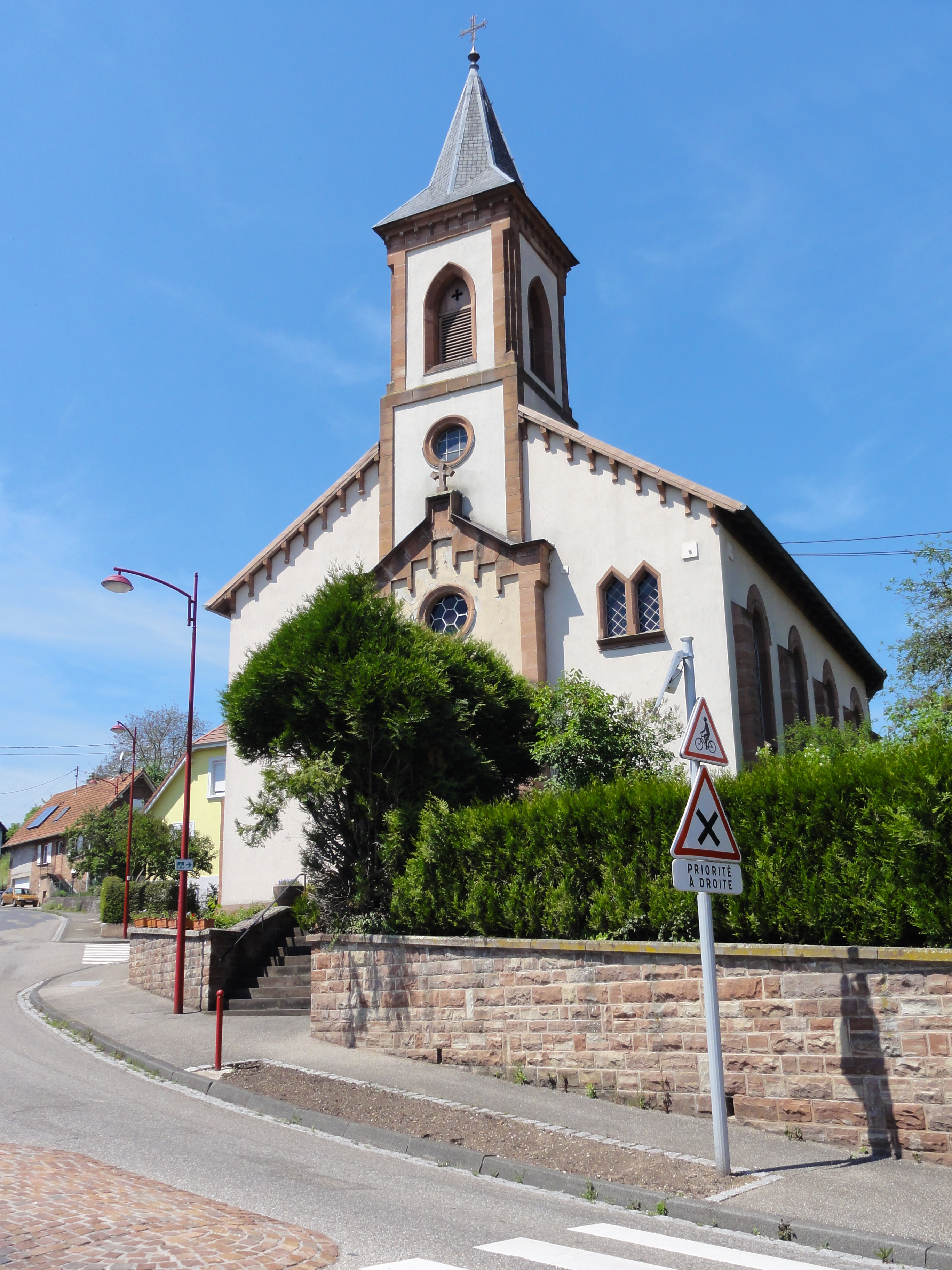
L'église protestante.
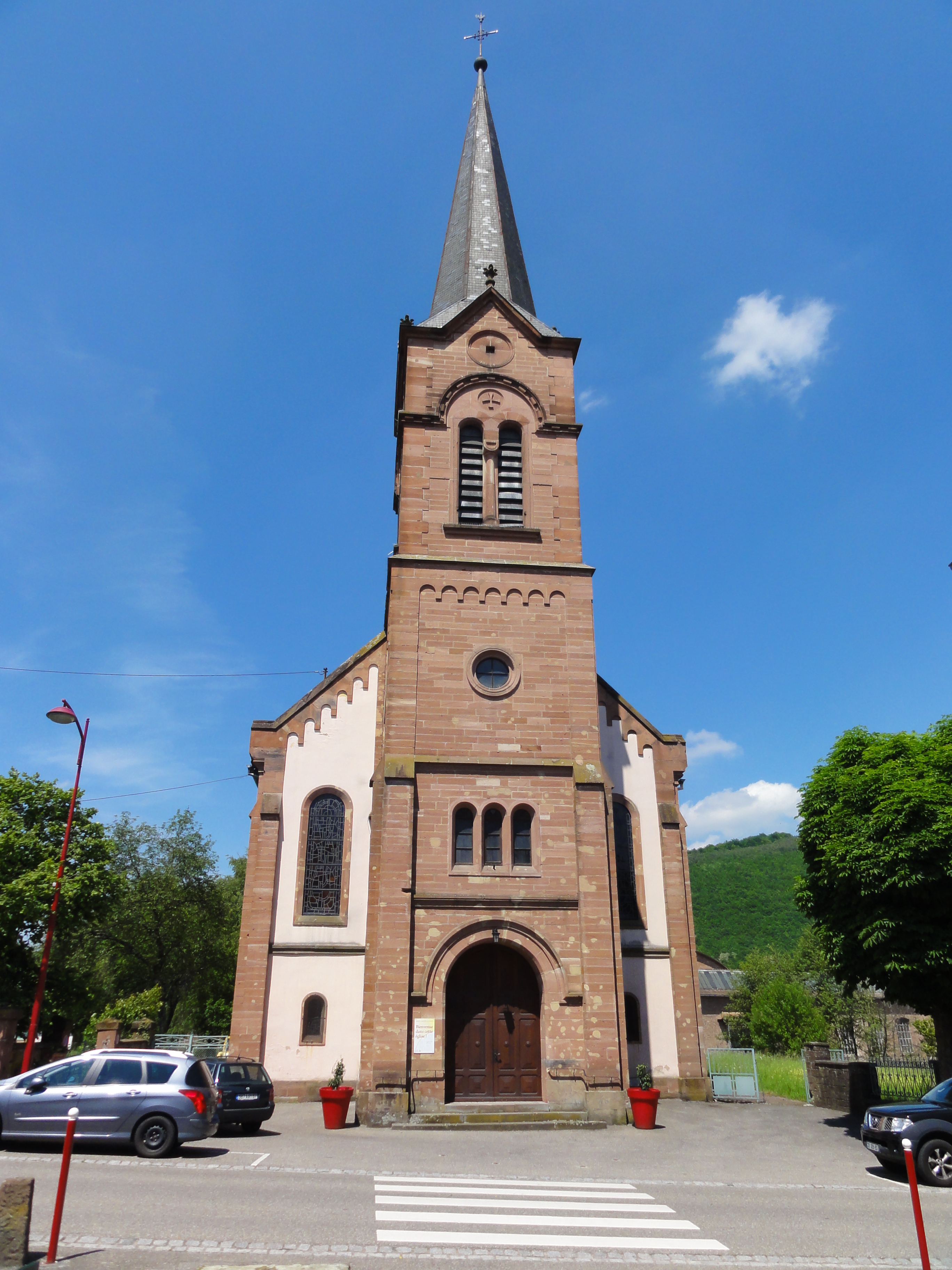
L'église catholique Saint-Jacques-le-Majeur.

La commune de Zinswiller compte deux édifices religieux qui ne lui appartiennent pas et sont la propriété de leurs entités respectives : 
- l'église catholique Saint-Jacques-le-Majeur[53],[54], Diocèse de Strasbourg,

et son orgue de Stiehr et Mockers,.
- l'église protestante[57],[58],

et son orgue de Ernest Muhleisen, 1959.

### Les statues, calvaires, monuments commémoratifs
- Calvaire : Christ en croix, Vierge ; saint Jean l’Évangéliste ; sainte Madeleine[60],[61], Vierge ; saint Jean l’Évangéliste ; sainte Madeleine.
- Le calvaire des anges[62].
- Le mémorial : Monument « B-24 Liberator »[Note 4], au centre de la commune[63], érigé à la mémoire de l'équipage du Consolidated B-24 Liberator no 42-50453 écrasé le 11 décembre 1944 après une collision en vol avec le B-24 no 42-95291[64].
- Le Monument aux Morts :

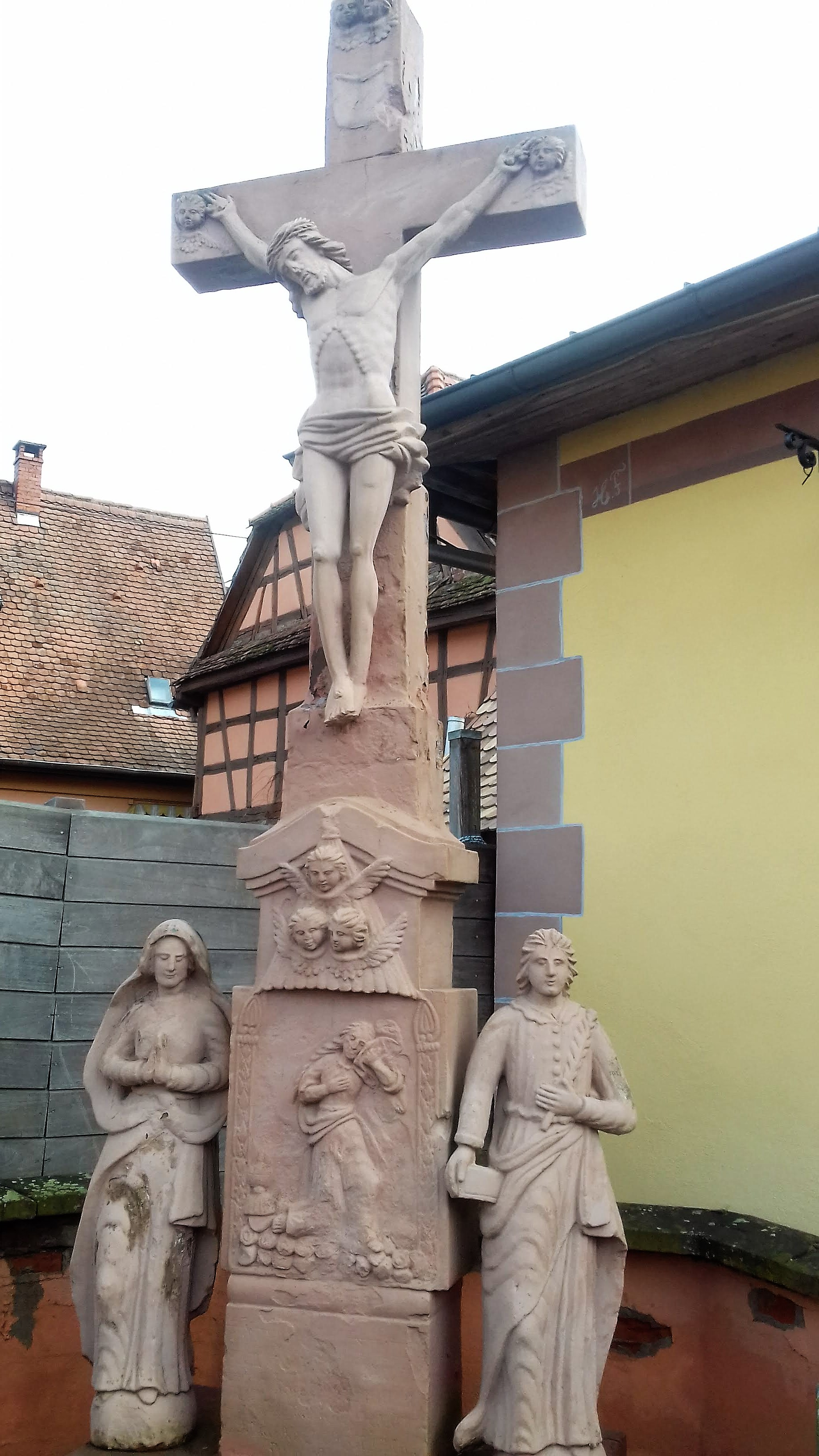
Calvaire.
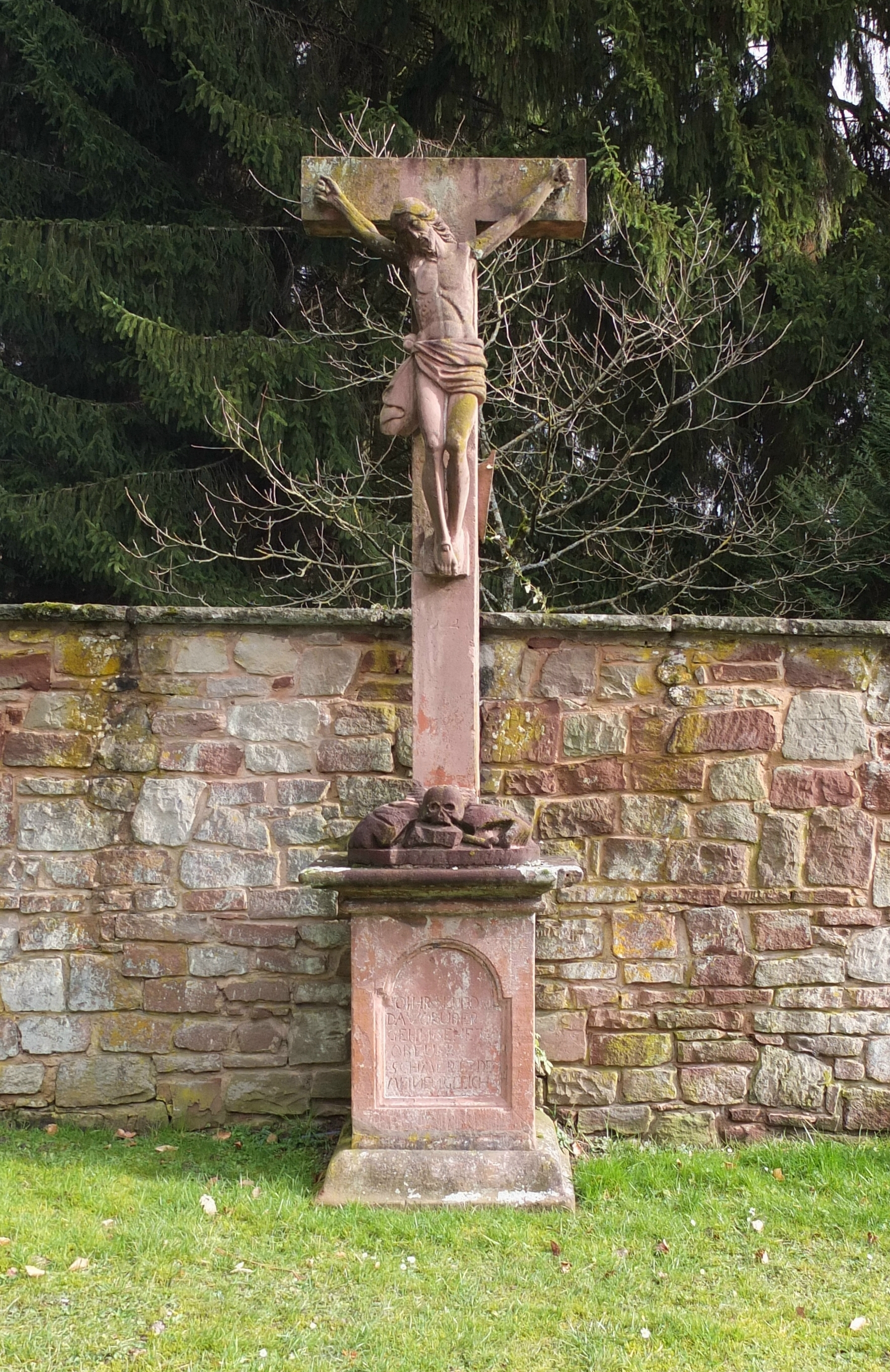
Croix.
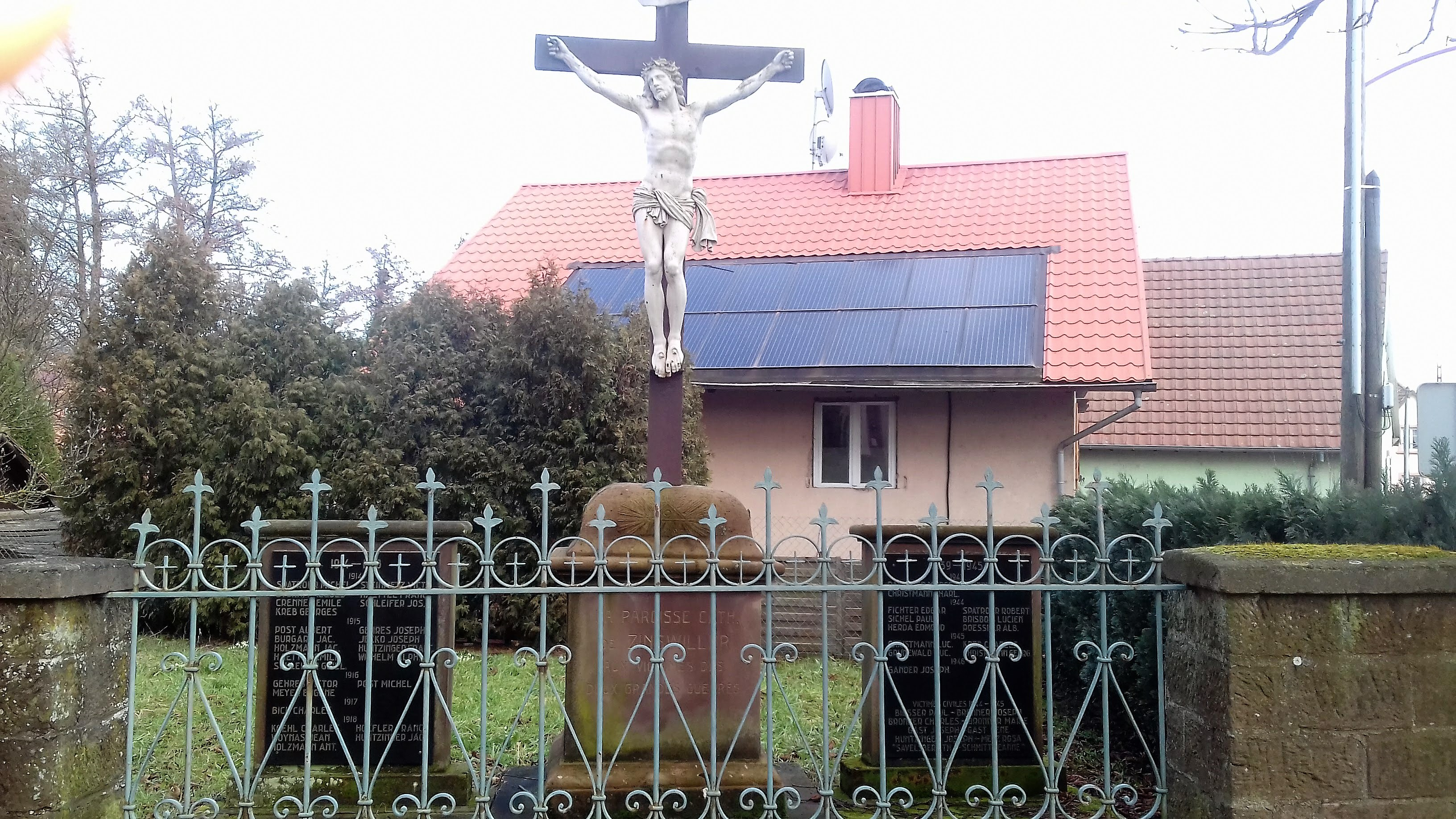
Monument aux morts.
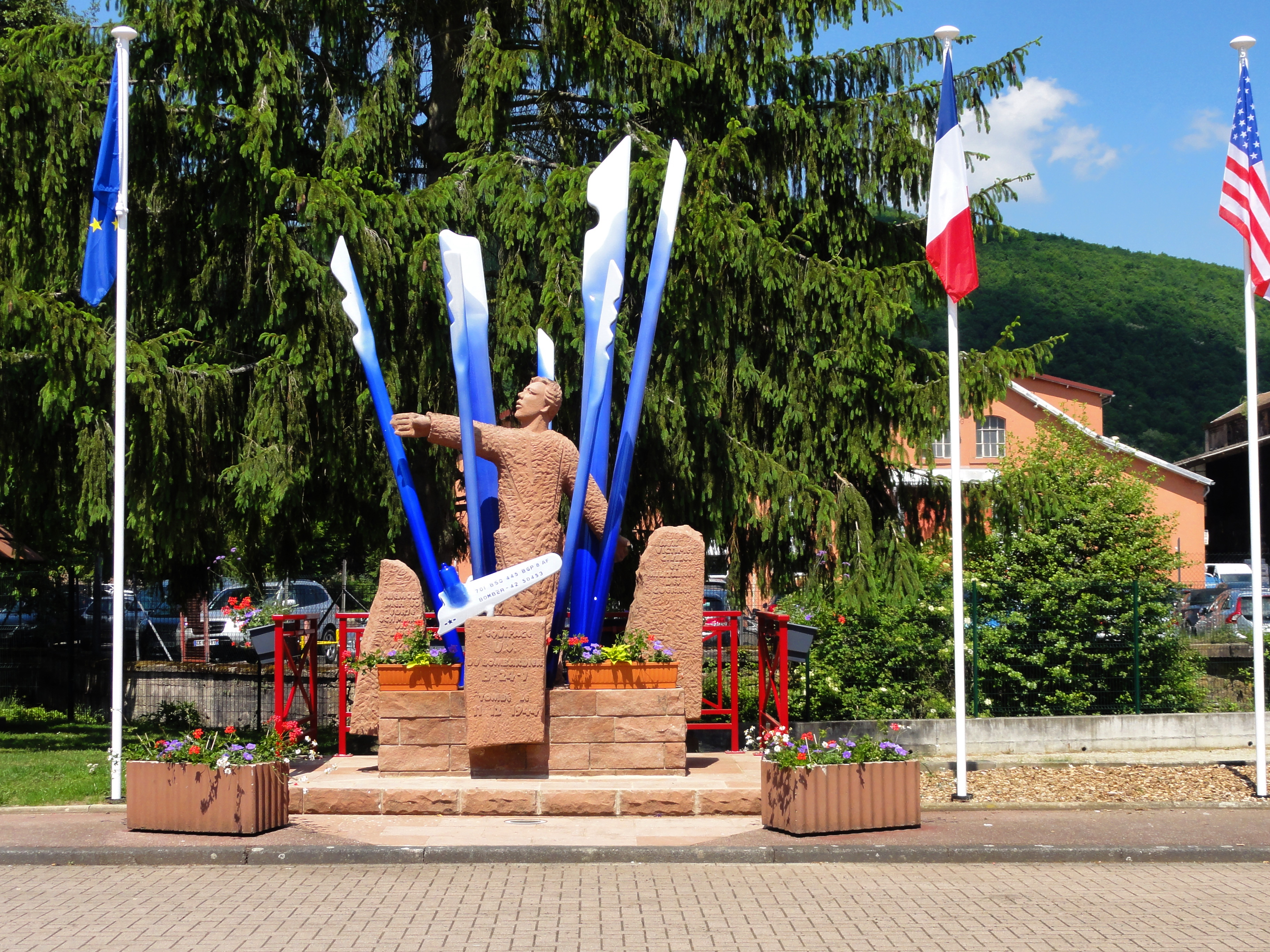
Mémorial (hommage aux américains).

### Le petit patrimoine

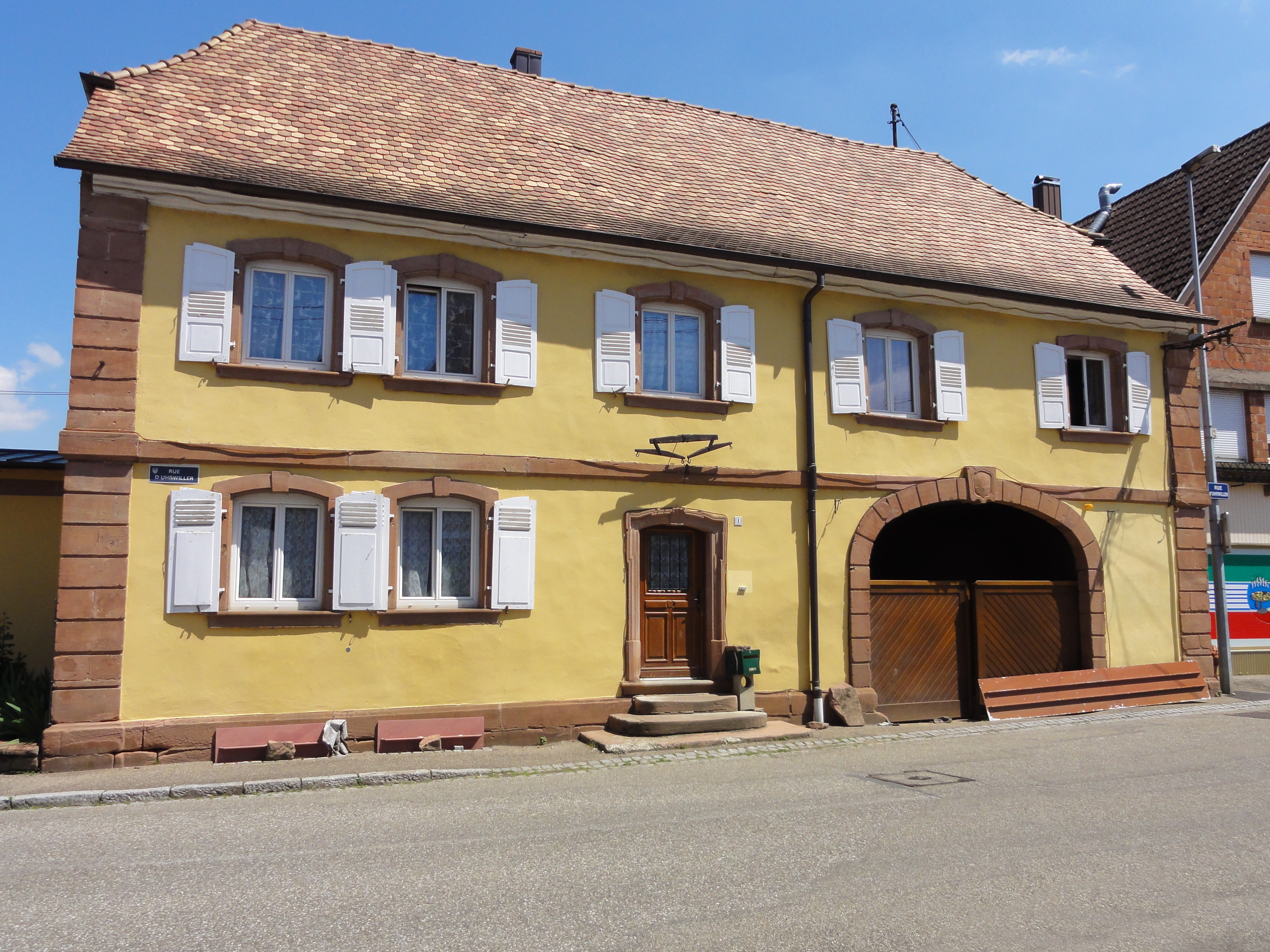
Ferme 1774.
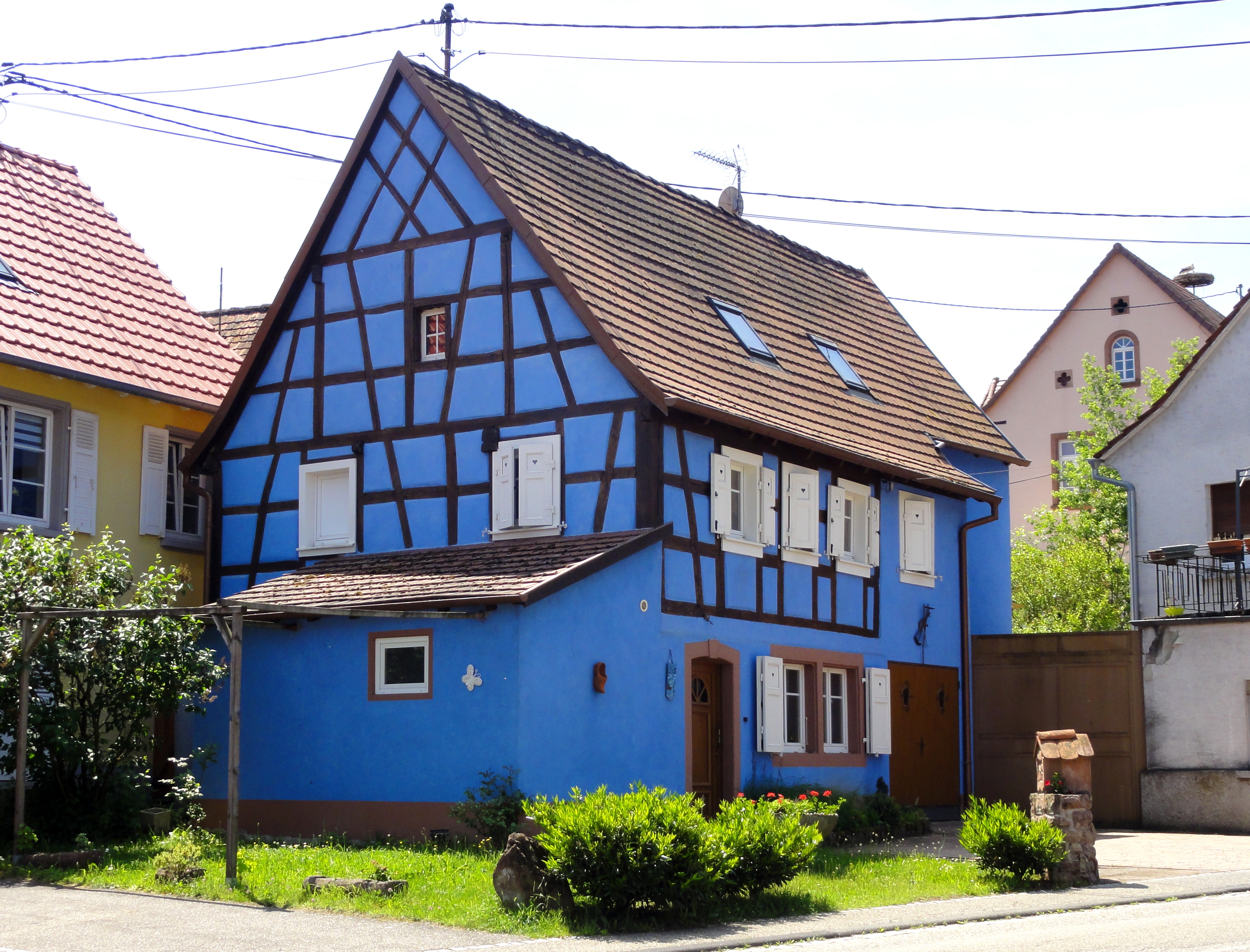
Maison, 43 Grand'Rue.

#### Les fontaines, puits, anciens abreuvoirs et lavoirs, patrimoine agricole
- Les sculptures, gravures et moulures (cadrans solaires, tables d'orientation, fresques, pierres et bornes, frontons...).
- Cadran solaire de l'école communale[65].
- Patrimoine agricole, maisons XVIIIe et XIXe siècles recensé par le service régional de l'Inventaire général du patrimoine culturel :

Fermes,,,,,
Maisons,,,.

## Services aux habitants et cadre de vie

### Services publics mis à disposition des habitants, par la commune ou par l'intercommunalité

#### Scolarité et éducation
Établissements d'enseignements :
- La commune dispose d'une école primaire communale : de la maternelle à l'élémentaire[76].
- Collèges à Reichshoffen, Niederbronn-les-Bains, Val-de-Moder, Ingwiller, Mertzwiller.
- Lycées à Bouxwiller, Éguelshardt, Walbourg, Haguenau.

#### Loisirs ludiques, connaissances et instruction
La commune propose les services, entièrement gratuits et sans restriction de public, de sa Bibliothèque municipale : le prêt d'ouvrages sur son fonds propre, le prêt d'ouvrages (sur réservation) du fonds de la Bibliothèque d'Alsace, ainsi que l'accès à la Médiathèque Numérique de la Bibliothèque d’Alsace. De plus, elle propose des séances de lecture, et des évènements ponctuels tels que des séances de dédicaces par les auteurs d'ouvrages.
Des cours sont organisés régulièrement par la commune, en partenariat avec l'intercommunalité communauté de communes du Pays de Niederbronn-les-Bains, ou avec le Réseau d'animation intercommunal, ou avec les associations. Par exemple des cours de taille d'arbres fruitiers, ou des séances de récolte et pressage de pommes issues du verger communal.

#### Sport, remise en forme, loisirs récréatifs, détente et bien-être
La commune met à disposition une salle de fitness. La gestion des équipements est assurée par l'Union des Associations, section Vie et Loisirs (voir à "Services associatifs" ci-dessous).
La commune dispose d'aires de jeux pour les tout-petits et le jeune public.
Un city-stade est à disposition pour les plus grands.
Un stade de football est situé dans la commune.
Des courts de tennis sont à disposition dans la commune.

### Services associatifs proposés par les associations, unions, fédérations, clubs, implantés dans la commune

#### L'union des associations
Dénommée «Union des Associations Sociales, Culturelles et Sportives de Zinswiller», elle comporte des sections directement rattachées, qui œuvrent chacune dans un ou plusieurs domaines spécifiques :
- La section Les Z’écoliers a pour but de financer les sorties et le matériel de l’école communale, en organisant des ventes de chocolat, de miel et de fromage tout au long de l’année, ainsi que la bourse aux jouets en novembre.
- La section Enfance a pour but l’animation d’un mercredi récréatif par mois, en partenariat avec le Réseau Animation Intercommunal pour les enfants de 3 à 11 ans.
- La section Club de détente et de loisirs des Vosges du Nord fait découvrir des jeux de société et organise des sorties récréatives tout au long de l’année.
- La section Vie et Loisirs gère la salle de fitness.
- La section Fleurissement - Environnement a pour mission de préserver le verger, la ceinture verte autour du village ainsi que l’entretien du Rebhoff sur les hauteurs à la sortie de Zinswiller vers Offwiller,

L'union des associations fédère également plusieurs associations et entités adhérentes.

#### Les associations et entités adhérentes à l'union des associations
- La troupe de théâtre alsacien, qui monte sur les planches chaque année tout le mois de janvier et par la suite dans les communes avoisinantes.
- La Chorale Sainte-Cécile.
- La paroisse catholique.
- La paroisse protestante.
- L’Olympique de Zinswiller, club de football qui comporte deux équipes qui jouent les matchs les dimanches, et organise son traditionnel tournoi suivi d’un méchoui, le premier samedi du mois de juillet. Il organise également la Soirée de la Saint-Sylvestre en partenariat avec la commune.
- L’Harmonie de l’usine De Dietrich de Zinswiller, avec l’Harmonie d’Oberbronn, entre autres prestations, donne un concert pour fêter l’arrivée du printemps.

Les associations et entités non-adhérentes, présentes dans la commune
- Site officiel de l'association informatique de la commune

### Services libéraux disponibles dans la commune

#### Santé
Professionnels et établissements de santé :
- Médecin est établi dans la commune,

Autres médecins à Offwiller, Niederbronn-les-Bains, Reichshoffen, Gundershoffen.
- Pharmacies à Oberbronn, Niederbronn-les-Bains, Reichshoffen, Gundershoffen.
- Un cabinet infirmier est installé dans la commune[79].
- Établissements de santé à : Niederbronn-les-Bains (CERRAN Centre de Rééducation et de Réadaptation d’Alsace du Nord), Ingwiller (clinique et EHPAD du Neuenberg), Goersdorf (CERRAN Centre de Rééducation et de Réadaptation d’Alsace du Nord, du Liebfrauenthal), Haguenau (Centre Hospitalier).

## Économie
Services du secteur privés, commerces, artisans et prestataires à la disposition des habitants, par les entreprises locales.

### Entreprises et commerces

#### Agriculture
- Élevage d'autres bovins et de buffles.
- Élevage d'autres animaux.

#### Tourisme
- Hébergements et restauration à Oberbronn, Gumbrechtshoffen, Bischholtz.

#### Prestataires de services du tertiaire
- Une banque est implantée dans la commune.
- Un relais postal est assuré par la boulangerie.

#### Artisans et commerçants (commerce)
- Commerces et services de proximité[80] :

- Un boucher-charcutier-traiteur itinérant passe deux fois par semaine dans la commune.
- Les commerçants-artisans sédentaires dans la commune : une boulangerie, un salon de coiffure, un magasin-atelier de couture-retouche, un salon d'esthétique - onglerie - bien-être,
- Entreprises de services, prestations d'artisanat ou de main-d’œuvre : (gros œuvre, TP, réparation, construction, déménagement, nettoyage, etc.)

## Événements et fêtes
- Pièces de théâtre, présentées par la troupe de théâtre de Zinswiller, plusieurs dates durant le mois de janvier de chaque année, à la salle des fêtes :
- Concert de printemps, donné par l'Harmonie de l’usine De Detrich de Zinswiller et l'Harmonie d'Oberbronn :
- La traditionnelle Marche Gourmande, le dimanche de Pentecôte :
- Le traditionnel tournoi de foot suivi d’un méchoui, organisé par l'Olympique de Zinswiller, le premier samedi du mois de juillet, au stade de foot :
- Fête Nationale du 14-Juillet, le 13 : soirée festive et feu d'artifice à la salle des fêtes ; le 14 : cérémonie officielle, allocution et dépôt de gerbe au mémorial, sur le parking de la mairie :
- Messti du village, le 3e week-end du mois d'août, avec attractions foraines sur le parking de la salle des fêtes :
- La «Bierfest Sommerparty», le samedi du Messti, à la salle des fêtes :
- La fête de la tarte flambée, le dimanche du Messti, à la salle des fêtes :
- La traditionnelle Soirée Harengs, le mardi suivant le Messti, à la salle des fêtes :
- La bourse aux jouets, organisée tous les ans en novembre durant un dimanche, à la salle des fêtes :
- La collecte de denrées, organisée par la Banque alimentaire tous les ans fin novembre / début décembre durant une matinée, à la salle des fêtes :
- Fête de Noël des Aînés, organisée par la commune tous les ans vers mi-décembre, un dimanche à la salle des fêtes :
- Soirée Saint-Sylvestre, organisée par l'Olympique de Zinswiller, tous les 31 décembre en soirée, à la salle des fêtes :

## Personnalités liées à la commune
- Médaillés de Sainte-Hélène[81].